# Marcus du Sautoy
 Marcus Peter Francis du Sautoy  (Londres, 26 de agosto de 1965) é um escritor, apresentador, colunista e professor de matemática da Universidade de Oxford.
Em 2001 obteve o Prêmio Berwick da Sociedade Matemática de Londres que se atribui à melhor investigação levada a cabo por um matemático de menos de quarenta anos. É conhecido principalmente pela popularização da matemática e por ser especialista em teoria dos números. Escreve para o The Times e The Guardian e apresentou diversos programas de televisão sobre matemática na BBC. Os três livros que escreveu até ao momento receberam grandes elogios por parte da crítica. Com A música dos números primos ganhou em 2004 o Prémio Peano em Itália, e na Alemanha em 2005 o Prémio Sartorius.

## Obra
- The Music of the Primes (2003).
- Finding Moonshine (UK, 2007); Symmetry: A Journey into the Patterns of Nature (USA, 2008)
- The Num8er My5teries: A Mathematical Odyssey Through Everyday Life (2009)
- What We Cannot Know: Explorations at the Edge of Knowledge (Fourth Estate 2016)